# Al Jazeera America
Al Jazeera America – kanał telewizyjny należący do Al Jazeera Media Networks, nadający programy informacyjne w języku angielskim. Kanał powstał w sierpniu 2013 roku, jako amerykański odpowiednik stacji informacyjnej o profilu międzynarodowym Al Jazeera English po przejęciu Current TV. 12 kwietnia 2016 roku zaprzestano produkcji nowych materiałów a 30 kwietnia 2016 roku kanał został zamknięty.. Kanał nadawał z Manhattan Center w Nowym Jorku, gdzie obecnie znajduje się redakcja i amerykański oddział Al Jazeery.